# Красная Горка (Калязинский район)
Красная Горка — деревня в Калязинском районе Тверской области России. Входит в состав Нерльского сельского поселения.

### История
На современном месте деревня располагается с 1940 года.
Первоначально располагалась ближе к Волге, на высоком песчаном берегу, что и объясняет этимологию названия. Но поскольку это место попало в зону затопления Угличского водохранилища, она была перенесена ближе к железной дороге (ныне не существующей линии). На первоначальном месте деревня была достаточна длинная, в один посад. В лесу до сих пор сохранилась деревенская дорога с канавами вдоль неё и берёзами, посаженными в то время. Новое место, на которое деревня была перенесена, оказалось очень низким и в 1940 г. для деревни было выбрано текущее место, а название было сохранено.
В 1940 г. на новое место переселились жители многих окрестных деревень. В настоящий момент в деревне около 50 домов. Всесезонное автомобильное сообщение отсутствует. В 2023 году в 1.5 км от деревни организована пассажирская платформа Октябрьской железной дороги (перегон Калязин Пост - Белый Городок) "163 км".
Поблизости от деревни, на берегу Скнятинского разлива Угличского водохранилища находится местная достопримечательность - каменные устои расположенного здесь ранее железнодорожного моста.

## География
Деревня находится в юго-восточной части Тверской области, в зоне хвойно-широколиственных лесов, на левом берегу реки Нерли, на расстоянии примерно 18 километров (по прямой) к юго-западу от города Калязина, административного центра района. Абсолютная высота — 114 метров над уровнем моря.

### Климат
Климат характеризуется как умеренно континентальный, с морозной снежной зимой и умеренно тёплым летом. Среднегодовая температура воздуха — 4,1 °C. Средняя температура воздуха самого холодного месяца (января) — −10 — −8,5 °C (абсолютный минимум — −48 °C), средняя температура самого тёплого (июля) — 17 °С (абсолютный максимум — 37 °С). Продолжительность периода активной вегетации растений (выше 10 °C) составляет примерно 125—130 дней. Годовое количество атмосферных осадков составляет в среднем 575—600 мм, из которых большая часть выпадает в тёплый период. Снежный покров держится в течение 135—140 дней.

### Часовой пояс
Деревня Красная Горка, как и вся Тверская область, находится в часовой зоне МСК (московское время). Смещение применяемого времени относительно UTC составляет +3:00.

## Население
| 2008 | 2010 |
| ---- | ---- |
| 10   | ↘0   |